# Рекена
Рекена (ісп. Requena) — муніципалітет в Іспанії, у складі автономної спільноти Валенсія, у провінції Валенсія. Населення — 21 448 осіб (2010).

## Географія
Муніципалітет розташований на відстані близько 250 км на південний схід від Мадрида, 60 км на захід від Валенсії.
На території муніципалітету розташовані такі населені пункти: (дані про населення за 2010 рік)
- Ель-Асагадор: 60 осіб
- Ель-Барр'єте: 11 осіб
- Барріо-Арройо: 66 осіб
- Кальдерон: 37 осіб
- Кампо-Арсіс: 430 осіб
- Касас-де-Куадра: 6 осіб
- Касас-де-Еуфемія: 140 осіб
- Пенен-де-Альбоса: 20 осіб
- Касас-де-Сотос: 18 осіб
- Касас-дель-Ріо: 52 особи
- Лос-Кохос: 105 осіб
- Лос-Чиканос: 20 осіб
- Ель-Деррамадор: 55 осіб
- Лос-Дукес: 99 осіб
- Ортунас: 36 осіб
- Лос-Ісідрос: 356 осіб
- Фуен-Віч: 2 особи
- Лас-Ногерас: 15 осіб
- Лос-Очандос: 235 осіб
- Лос-Педронес: 209 осіб
- Ель-Понтон: 329 осіб
- Ла-Портера: 149 осіб
- Ель-Ребольяр: 132 особи
- Рекена: 16877 осіб
- Рома: 84 особи
- Лос-Руїсес: 64 особи
- Сан-Антоніо: 1270 осіб
- Сан-Хуан: 131 особа
- Туркія: 425 осіб
- Вільяр-де-Ольмос: 15 осіб

## Демографія
Динаміка населення (INE ):

## Галерея зображень

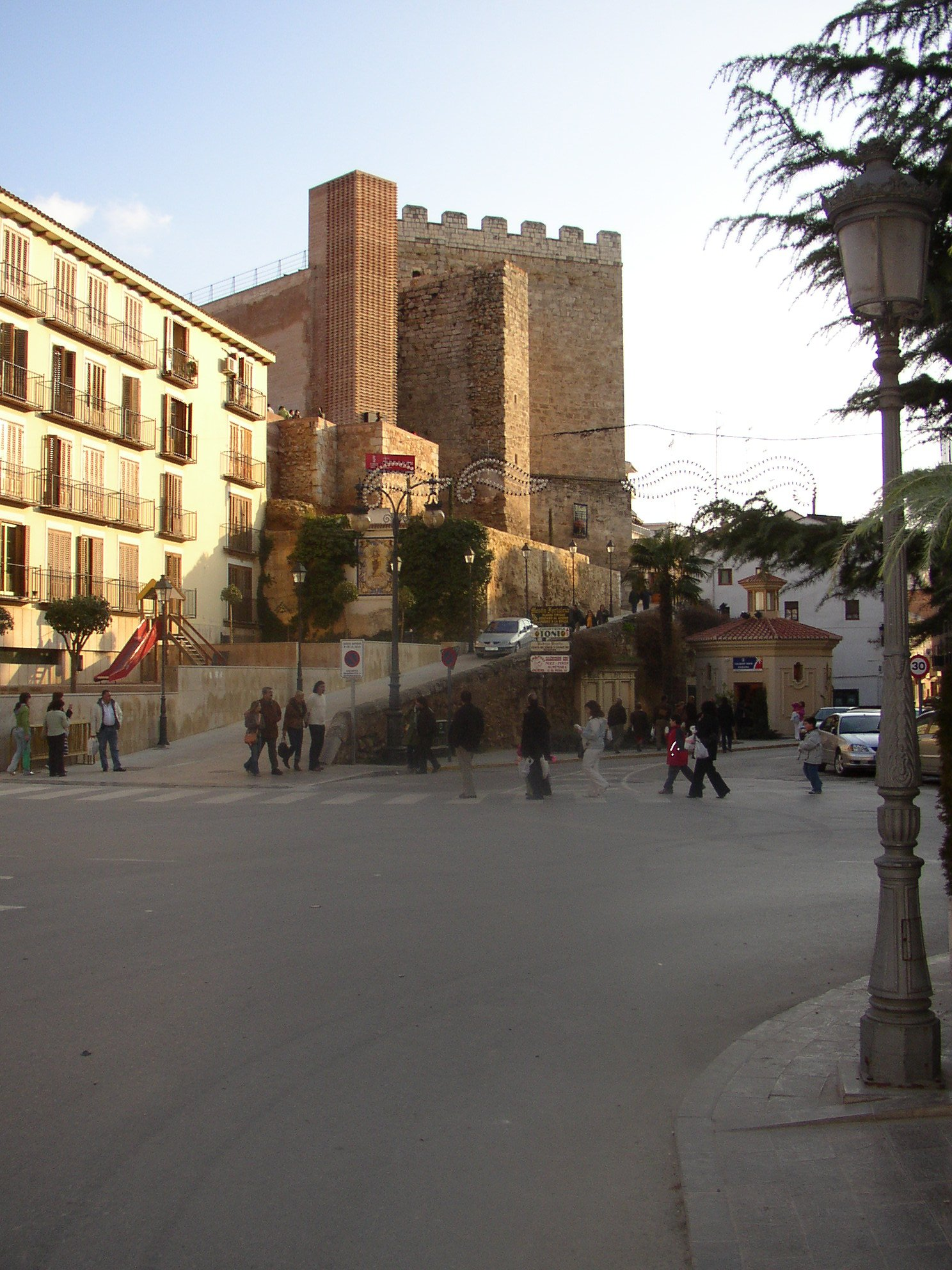
Фортеця
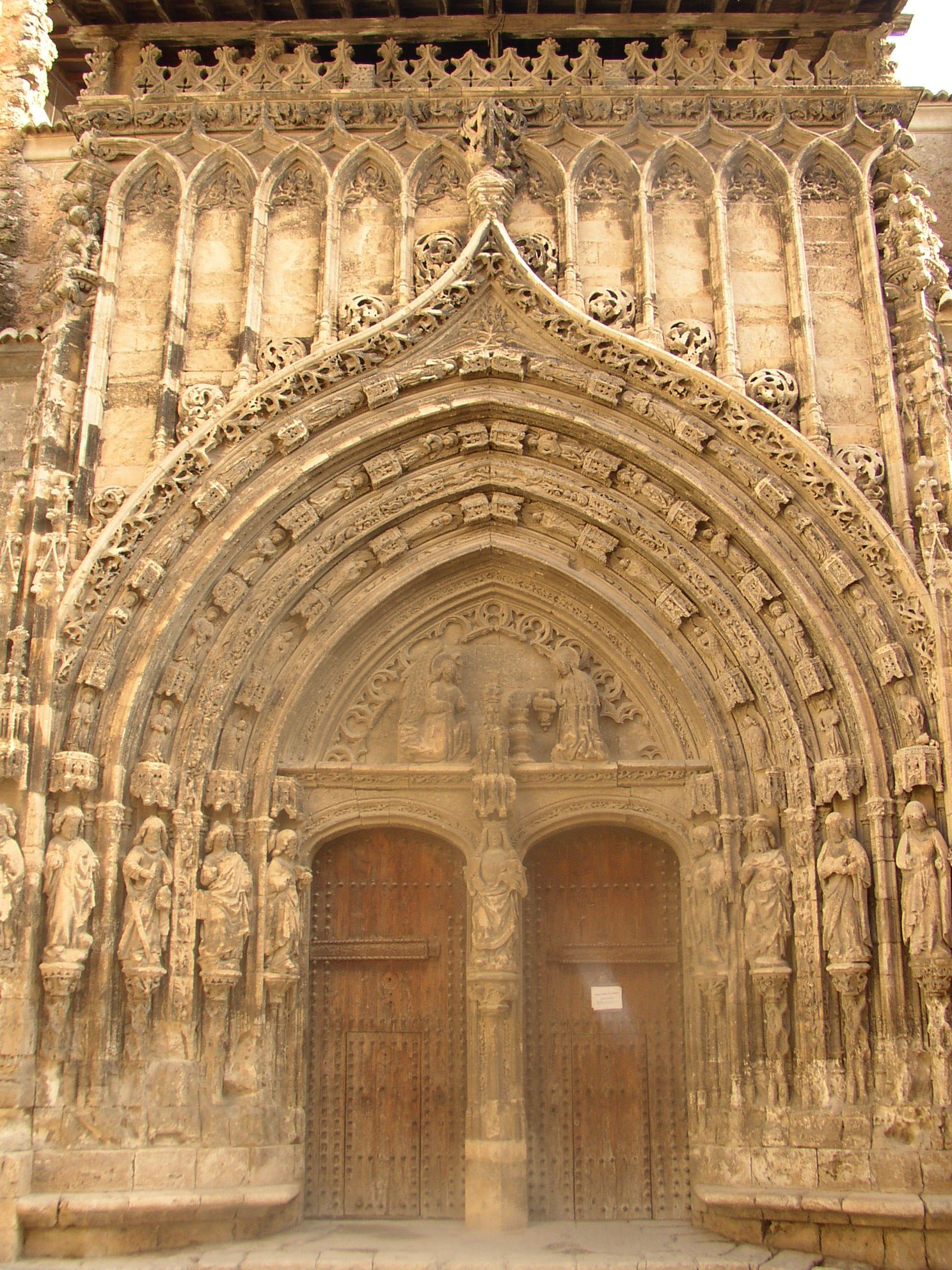
Церква Санта-Марія
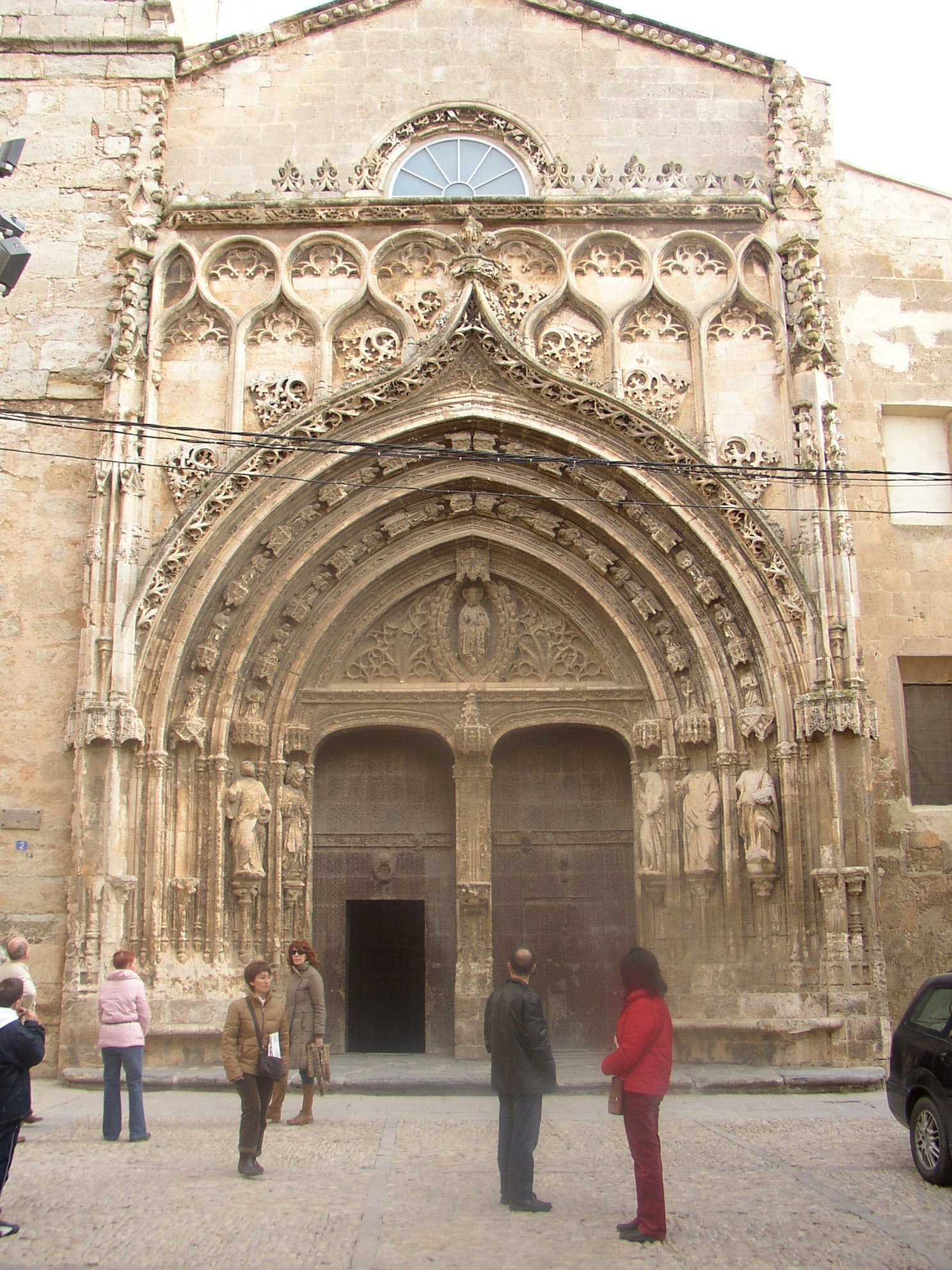
Церква Сальвадор
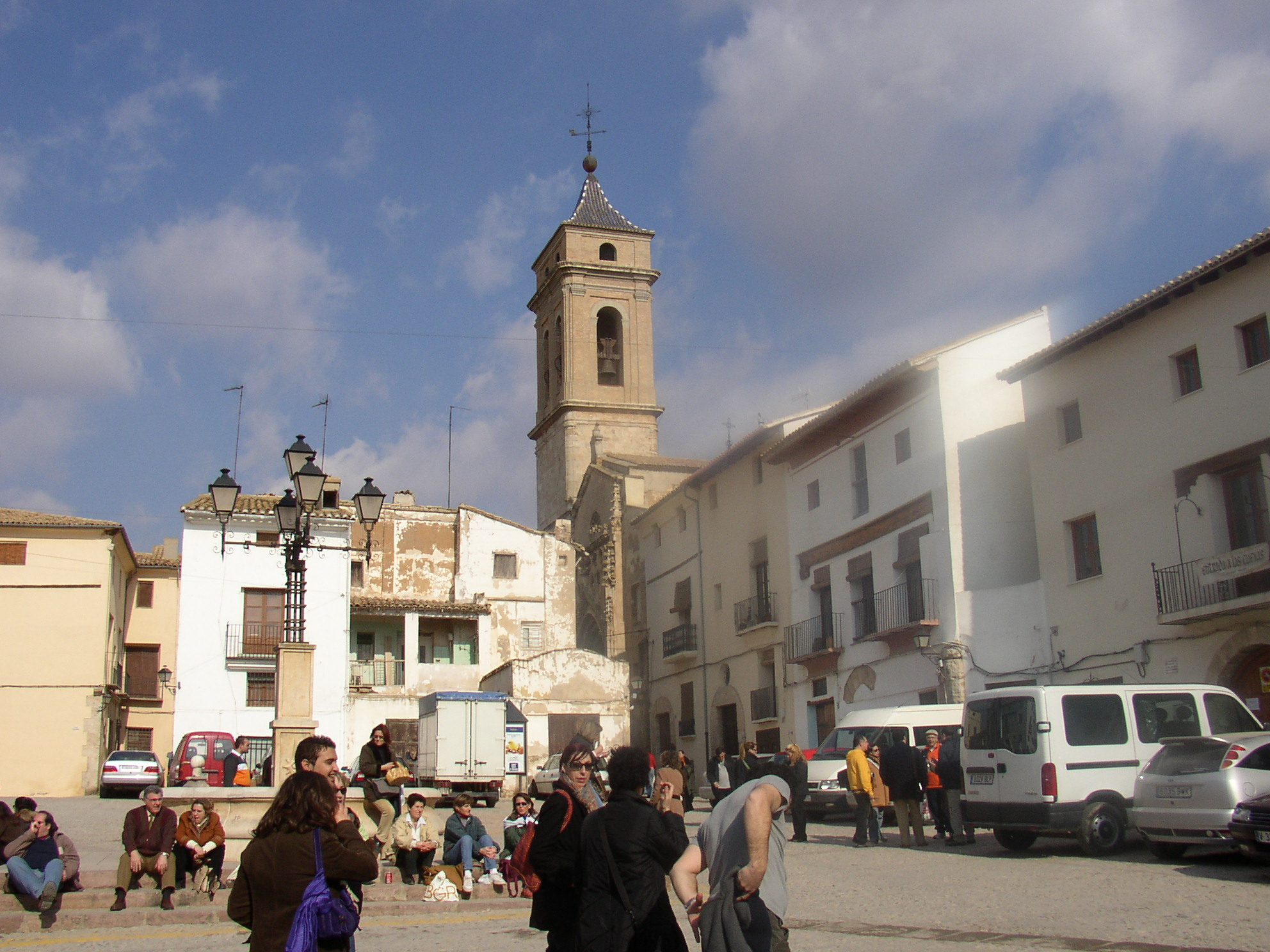
Площа в місті